# Bracha van Doesburgh

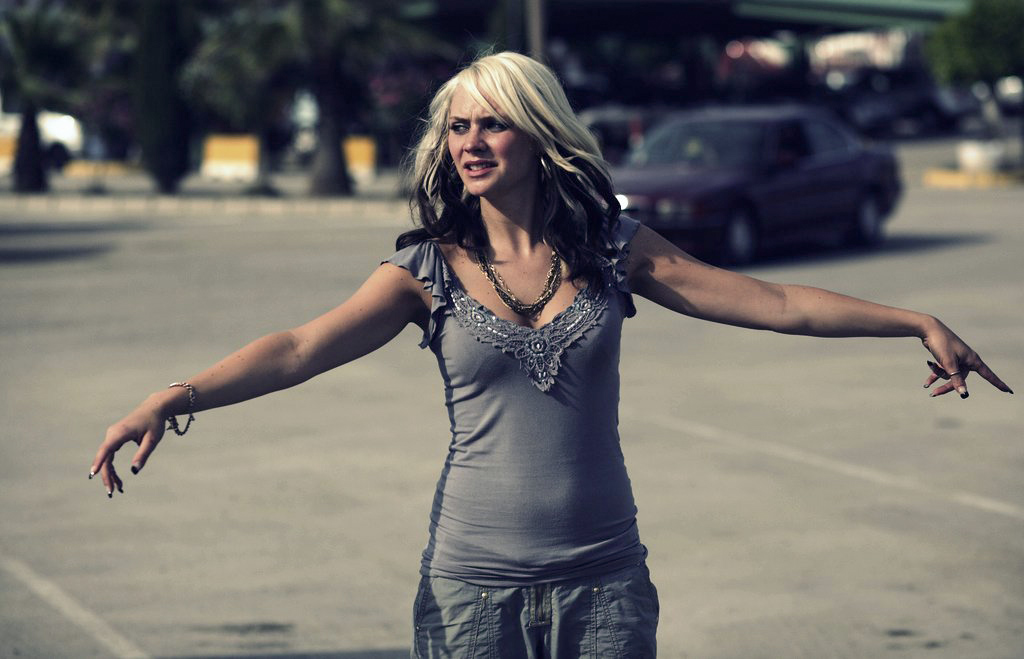
Bracha van Doesburgh, 2003

Bracha van Doesburgh (* 3. September 1981 in Enschede als Bracha Semeyns de Vries van Doesburgh) ist eine niederländische Schauspielerin und Modedesignerin.

## Leben
Die Tochter eines Allgemeinmediziners studierte Theater an der Theater Academy Amsterdam und nahm Schauspielunterricht beim Workshop Jaqueline Segal in New York City. Während ihrer Ausbildung wurde sie gebucht, die weibliche Hauptrolle in dem Film Hammerhart zu spielen. Darauf folgten Rollen unter anderem in Schnitzelparadies von Martin Koolhoven und Killer Babes von Dick Maas. Neben ihren Filmtätigkeiten spielte sie regelmäßig im Theater, darunter beim Nationale Toneel. Von 2008 bis 2010 spielte sie zusammen mit Katja Schuurman und Eva van der Gucht in der NET-5-Serie S1ngle. 2010 spielte sie die Hauptrolle in der Saskia-Noort-Verfilmung De Eetclub.
Van Doesburgh ist auch als Modedesignerin bekannt. Sie lancierte drei Kleiderlinien beim 2014 eingestellten Modehaus Maison de Bonneterie.
Seit dem 4. Juni 2011 ist van Doesburgh mit dem Schauspieler Daan Schuurmans verheiratet. Das Paar hat eine Tochter und Zwillingssöhne.

## Filmografie (Auswahl)
- 2004: Grijpstra & de Gier (Fernsehserie)
- 2005: Hammerhart (Vet hard)
- 2005: Schnitzelparadies (Het Schnitzel Paradijs)
- 2006: Für ein paar Murmeln mehr (Voor een paar knikkers meer)
- 2007: Killer Babes (Moordwijven)
- 2008–2010: S1ngle (Fernsehserie, 34 Episoden)
- 2010:	The Dinner Club (De Eetclub) (Filmdrama)
- 2012:	Grüße von Mike! (De groeten van Mike!) (Kinderfilmdrama)
- 2014: Johan – Logisch is anders (TV-Miniserie)
- 2017: Verliebt in Amsterdam (Fernsehfilm für Das Erste)[2]
- 2020: Der Amsterdam-Krimi – Das verschwundene Kind
- 2020:	Die Familie Claus (De Familie Claus) (Weihnachtsfilm)
- 2022: Faithfully Yours